# Yubu-jima
La isla Yubu  (en japonés: 由布島 Yubujima; en Yaeyama: Yuboo okinawense: Yubama) es una isla en el grupo de islas Yaeyama en el extremo sudoeste de la cadena de Islas Ryukyu, y parte de Taketomi, Distrito Yaeyama, Prefectura de Okinawa, al sur del país asiático de Japón. 
La isla tiene una superficie de 0.15 km², rodeada de una zona de 16,6 km². La isla está situada a unos 25 minutos en ferry desde la Isla Ishigaki, que es el centro de negocios y transporte de las islas Yaeyama.
En la costa de la isla se encuentra el Jardín botánico subtropical de la isla de Yubu.

## Algunas vistas de la isla

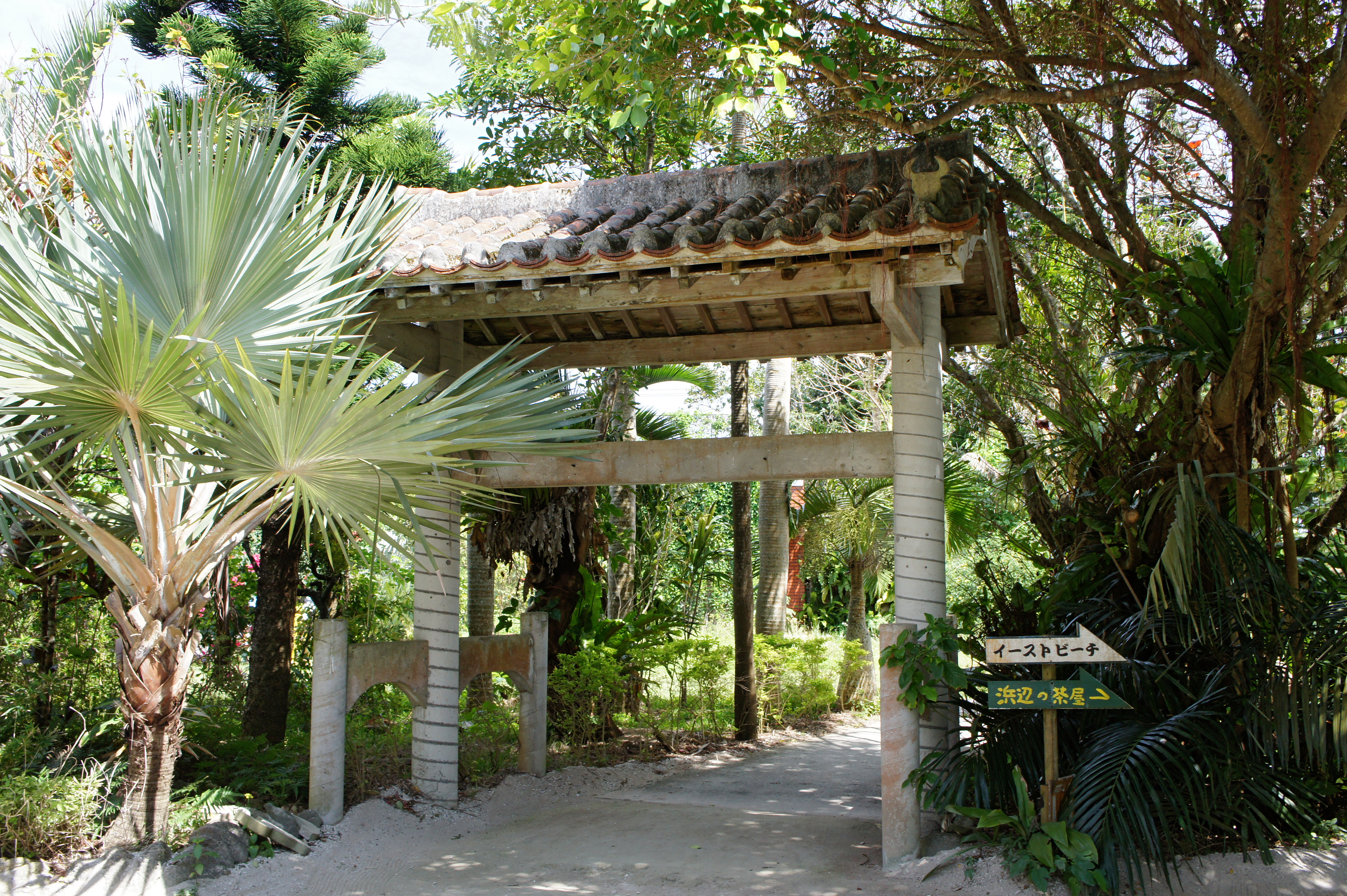
Entrada en el Yubu-jima Shokubutsuen.
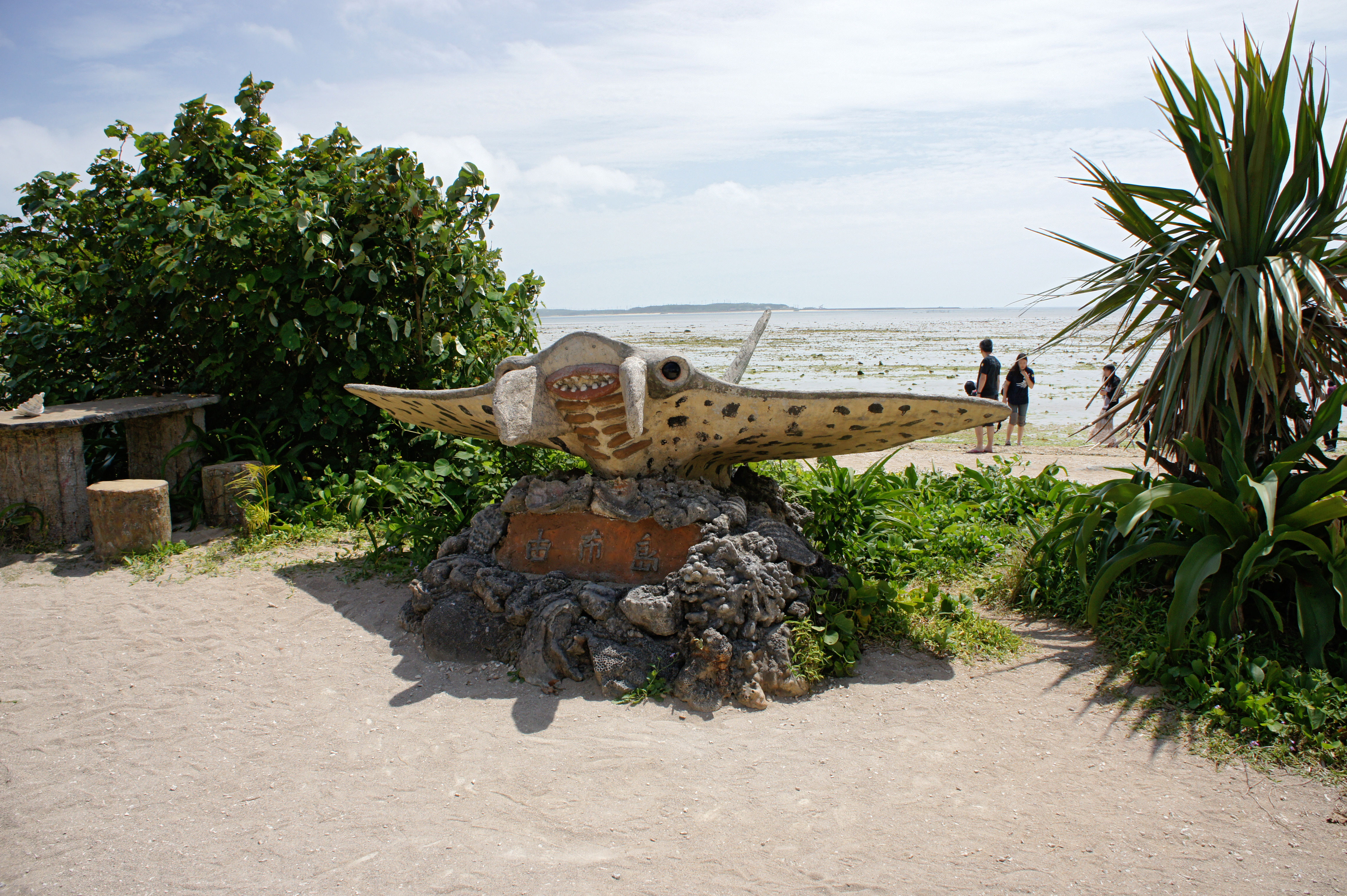
En la playa de Yubu-jima.
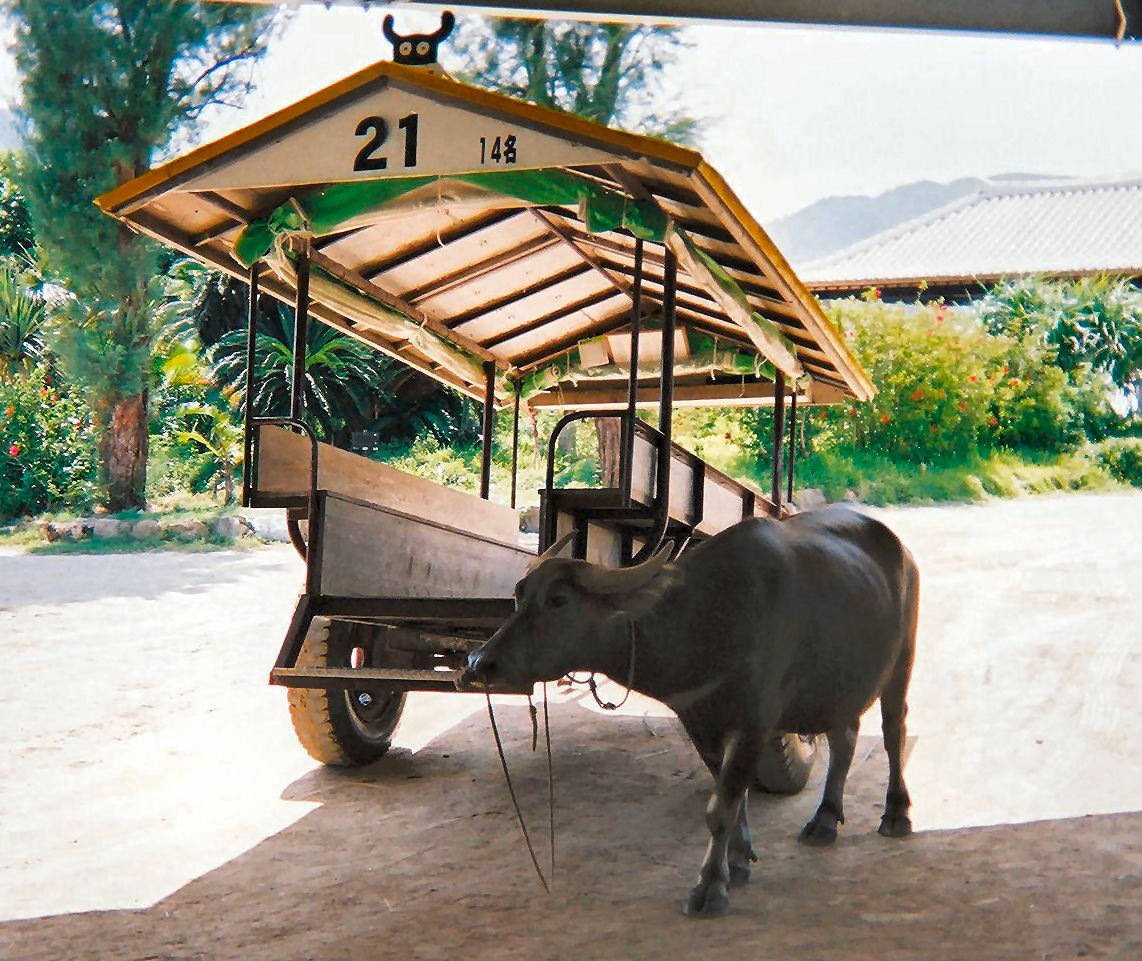
Los búfalos el medio de transporte en Yubu-jima.
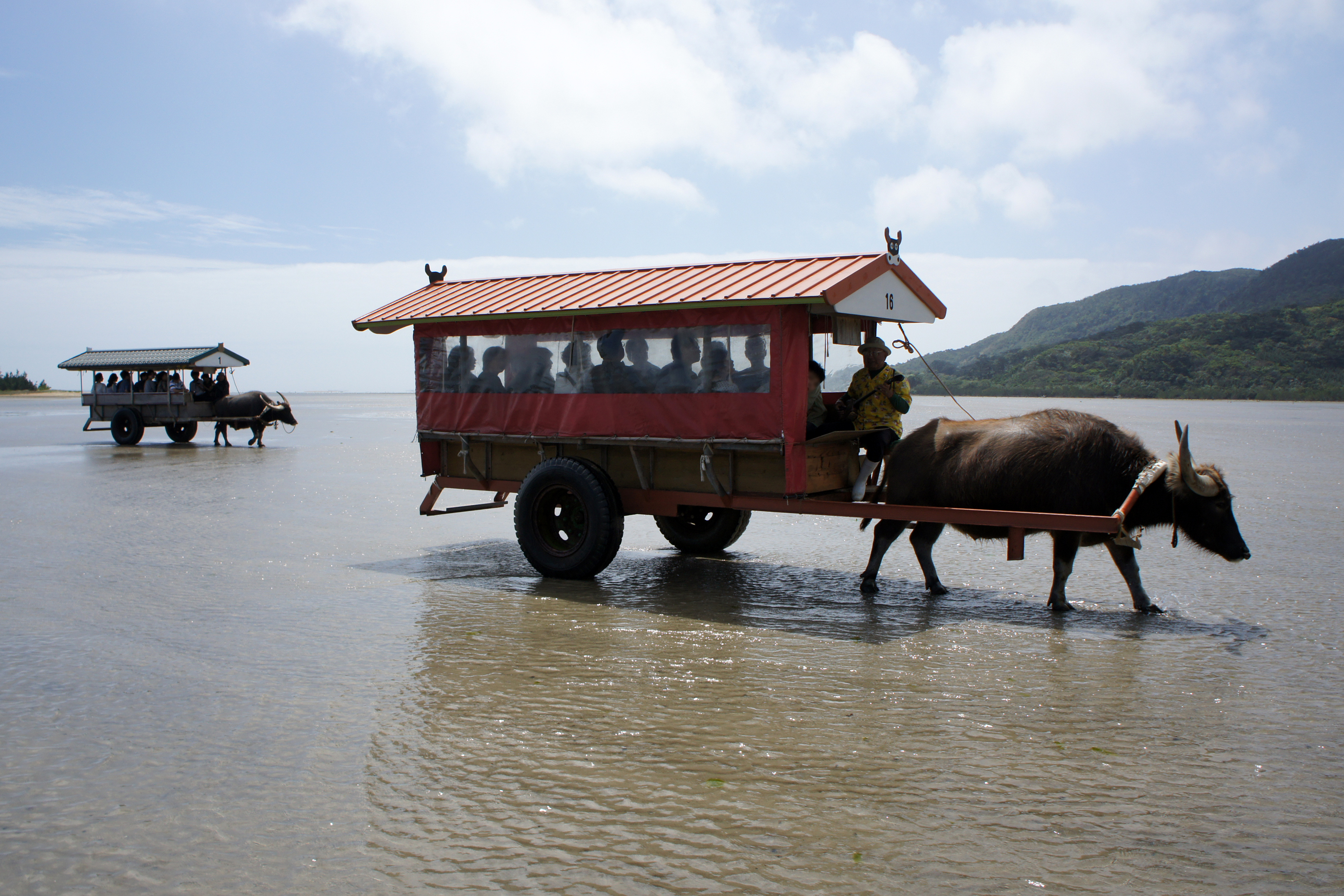
Carromatos de búfalos hacia la isla de Yubu.